# Torchlight
Torchlight — компьютерная игра жанра hack and slash RPG в стилистике стимпанка, разработанная Runic Games и изданная Perfect World Entertainment совместно с Encore, Inc. Цифровая Windows-версия игры стала доступной для скачивания 27 октября 2009 года. 5 января 2010 года была выпущена также коробочная версия для Windows. Версия для Mac OS X появилась 12 мая 2010 года. 18 сентября 2012 года стала доступна версия игры для Linux.
При этом создателями Torchlight стала немалая часть тех разработчиков, которые трудились над созданием серии игр Diablo. Разработчики: Трэвис Балдри, разработчик игры Fate; Макс Шафер и Эрик Шафер, соразработчики Diablo и Diablo 2, к ним также присоединилась команда, работавшая над Mythos.
Продолжение игры вышло 20 сентября 2012 года.

## Сюжет
Действие разворачивается в городе Сумеречный (Torchlight), который, по замыслу создателей, находится на безымянной горе, являющейся источником ценного кристаллического ресурса, связанного с магией. Ресурс называется эмбер (Ember). Он не только представляет материальную и научную ценность, но и является источником опасного воздействия на живые организмы. При длительном контакте с эмбером, человек может впасть в одержимость и/или превратиться в монстра. Под городом расположена многоярусная система катакомб, шахт, некрополей, вулканических зон (всего семь типов ландшафта, поделённых на 35 ярусов), которые исследует игрок в поисках экипировки, оружия, денег, предметов, связанных с частными заказами некоторых обитателей Сумеречного. Все уровни подземелий заполнены разнообразными монстрами, побеждая которых, протагонист растёт в финансовом плане, а также получает очки опыта и славу, с помощью которых совершенствует свои навыки и прибавляет в характеристиках силы, ловкости, защиты и магии. Многие монстры уникальны и встречаются только на определённом типе ландшафта, в то же время другие типы монстров могут встречаться на всех типах ландшафта.

## Особенности
Опционально, игрок может брать сторонние квесты или посещать сторонние локации подземелий, из которых не может в любой момент перенестись в город, в отличие от обычных локаций. Графика в игре трёхмерная с потолочной перспективой, напоминающей изометрическую, использовавшуюся в Diablo. Управление осуществляется щелчками мыши, а также использованием горячих клавиш клавиатуры.
Игра генерирует каждый уровень подземелья, собирая воедино небольшие заготовки подземелий. Каждая заготовка сделана вручную и может быть использована во множестве помещений. Заготовки могут содержать скриптовые события и интерактивные объекты, такие как рычаги, которые открывают секретные комнаты или выдвигают мосты к ранее не доступному участку. Такой подход к генерации уровней позволяет создавать более интересные подземелья с качественным дизайном.
Так же, как и в Fate и Fable 2, у игрока есть питомец на выбор: собака (волк) и кошка (рысь), которые полноценно участвуют в игре, сражаясь на стороне протагониста. Питомец оснащён собственным инвентарём и возможностью носить небольшое количество экипировки (амулет и два кольца), а также способен по команде отправиться в город и продать все вещи из своего инвентаря, пока игрок продолжает прохождение игры. Кроме того, питомец может изучить до двух заклинаний по выбору игрока; на их применение тратится магическая энергия питомца. Другой особой чертой использования питомца является возможность превращения его в различных монстров, посредством кормления рыбой. Рыбу игрок может получить через несложную мини-игру с рыбалкой в специальном «рыболовном отверстии», которое находится на причале Сумеречного. Также рыболовные отверстия разбросаны на разных уровнях игры. Улов в «диких» местах зачастую является более разнообразным и ценным, чем в городе. К игре создано много модификаций, добавляющий больше видов питомцев.

## Отзывы
| Сводный рейтинг       | Сводный рейтинг           |
| Агрегатор             | Оценка                    |
| --------------------- | ------------------------- |
| GameRankings          | ПК: 84,74 % X360: 83,51 % |
| Metacritic            | 84                        |
| Иноязычные издания    |                           |
| Издание               | Оценка                    |
| 1UP.com               | A                         |
| Eurogamer             | 8/10                      |
| Game Informer         | 8,75/10                   |
| GameSpot              | 8,0/10                    |
| GamesRadar+           | 9/10                      |
| IGN                   | 8,6/10                    |
| RPGamer               | 4,5/5                     |
| Русскоязычные издания |                           |
| Издание               | Оценка                    |
| Absolute Games        | 73/100                    |
| StopGame.ru           | «Проходняк»               |
| «Игромания»           | 8                         |
| Награды               |                           |
| Издание               | Награда                   |
| RPGFan                | E3 2009 PC RPG of Show    |